# Bistum Shanghai

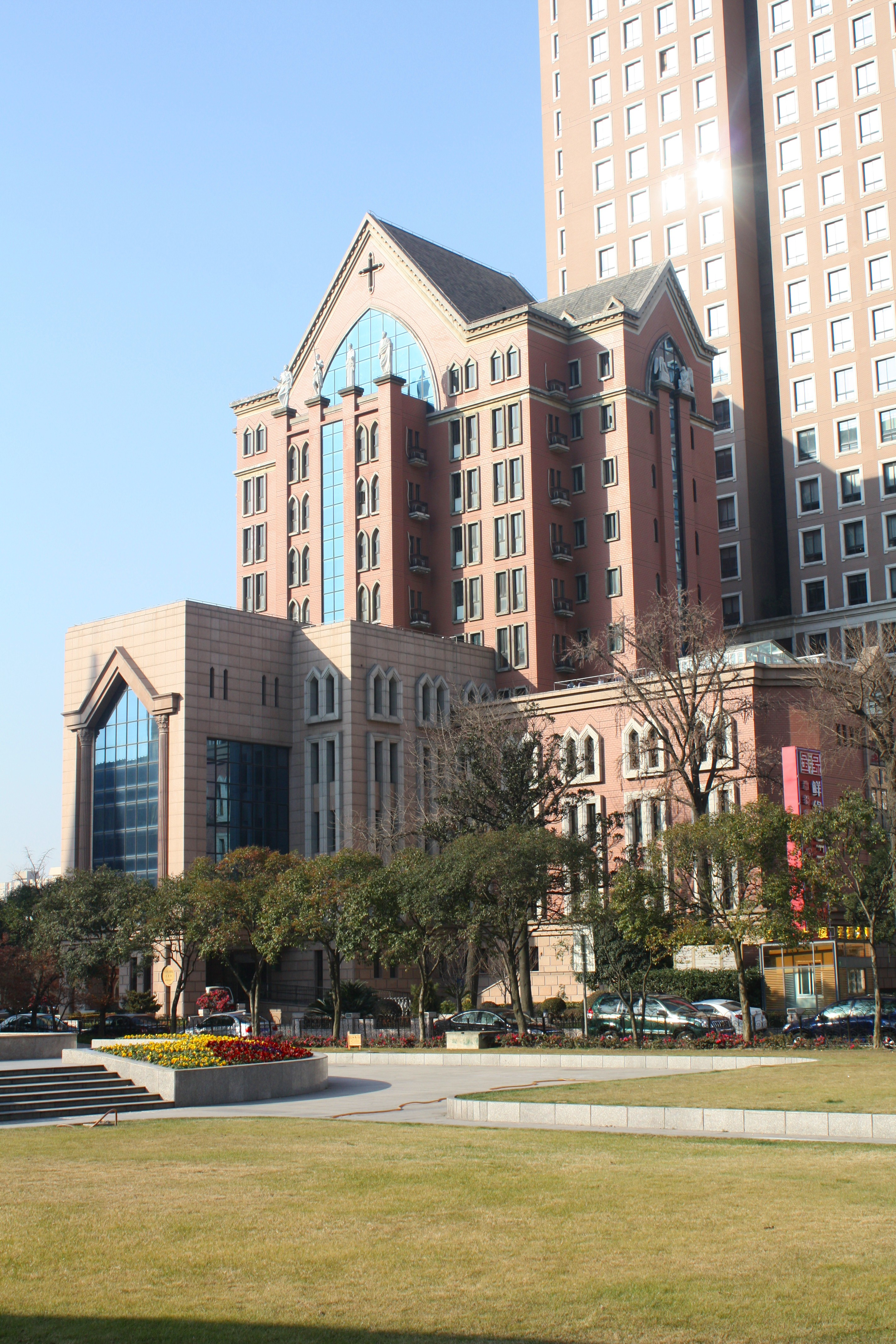
Sitz des Bischofs von Shanghai

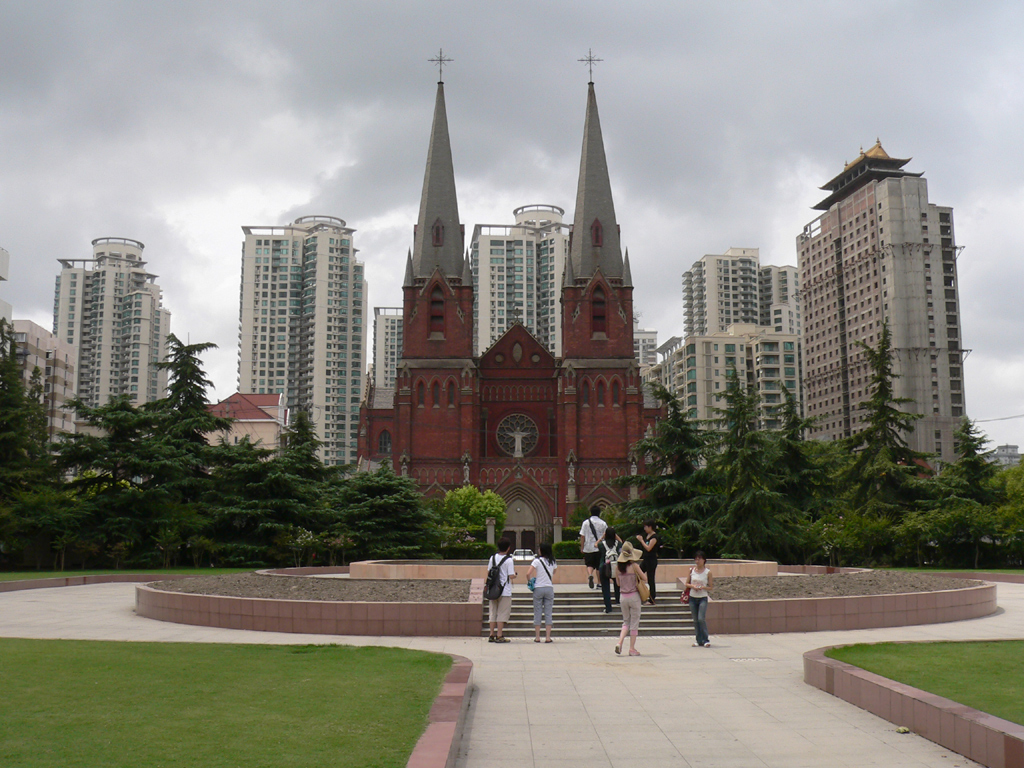
Sankt-Ignatius-Kathedrale in Shanghai

Das Bistum Shanghai (lat. Dioecesis Sciamhaevensis) ist ein Bistum der römisch-katholischen Kirche in China mit Sitz in Shanghai.
Die Gründung des Bistums geht auf das Wirken von Missionaren zu Beginn des 17. Jahrhunderts zurück, zu denen der Jesuitenpater Matteo Ricci zählte. Unter Papst Pius XI. wurde am 13. Dezember 1933 das Apostolische Vikariat Shanghai aus dem Apostolischen Vikariat Nanking heraus begründet. Am 11. April 1946 erfolgte die Erhebung zum Bistum, als das es ein Suffragan des Erzbistums Nanking ist. Seine Kathedrale ist die 1906 errichtete Kirche St. Ignatius.
Mit einer Größe von 10.000 km² zählte es 1950 78 Diözesanpriester, 117 Ordenspriester und 690 Ordensschwestern. Erster Bischof war Auguste Haouisée. Der zweite Bischof von Shanghai, Ignatius Kung Pin-Mei, wurde 1979 zum Kardinal erhoben; er starb am 17. März 2000 im Alter von 98 Jahren. Die Nachfolge ist bisher ungeklärt; der seit Längerem unter Hausarrest stehende Monsignore Joseph Fan Zhongliang, SJ, (1918–2014) wurde bis zu seinem Tod als Oberhaupt des Bistums Shanghai angesehen, nicht jedoch von Peking anerkannt.
Bischof der Chinesischen Katholisch-Patriotischen Vereinigung war ab 1985 der Jesuit Aloysius Jin Luxian, der erst 2005 von der Kurie als Apostolischer Administrator für den Alzheimer-kranken Fan anerkannt wurde. Thaddäus Ma Daqin wurde am 7. Juli 2012 mit Zustimmung Roms zum Weihbischof und mit Zustimmung der Regierung bzw. der Approbation der offiziellen chinesischen Bischofskonferenz als Koadjutor mit dem Recht der Nachfolge von Bischof Jin Luxian geweiht. Weil er sich nach der Weihe von der Patriotischen Vereinigung lossagte, wurde er unter Hausarrest gestellt und von der Patriotischen Vereinigung für abgesetzt erklärt. Die Priester und Ordensschwestern im Bistum Shanghai wurden daraufhin vom Religionsbüro der Stadt Shanghai gezwungen, mehrmals an „Umerziehungskursen“ teilzunehmen. Bischof Jin Luxian starb am 27. April 2013.
Im Jahr 2023 wurde Joseph Shen Bin von der staatlich kontrollierten chinesischen Bischofskonferenz zum neuen Bischof von Shanghai eingesetzt. Diese Ernennung geschah ohne die Zustimmung des Vatikans und wird von Seiten der römisch-katholischen Kirche als Bruch des Abkommens zwischen chinesischer Regierung und Vatikan gesehen. Dessen ungeachtet folgte am 15. Juli 2023 die Ernennung Shens durch Papst Franziskus, der damit die Legitimität der Bischofsernennung herstellte.
2008 wurde die Anzahl der Katholiken mit ca. 150.000 geschätzt.

## Ordinarien
- Auguste Alphonse Pierre Haouisée SJ (1933 – 1948)
- Joseph Kung Szu-jung 1949 vor der Bischofsweihe zurückgetreten
- Ignatius Kung Pin-Mei  (1950 – 2000)
- Louis Zhang Jia-shu SJ (1960 – 1988)
- Zhang Tongli (seit 1999)
- Joseph Fan Zhongliang SJ (2000 – 2014)
- Joseph Shen Bin (seit 2023)